# Mine du Sud-Donbass no 1
La mine du Sud-Donbass no 1 (ukrainien : шахта «Південнодонбаська № 1» ; russe : шахта «Южнодонбасская № 1») est une mine de charbon située en Ukraine, à Vouhledar, dans l'oblast de Donetsk. Cette mine a été ouverte en 1972.

## Production
Avec des réserves estimées de 69,317 millions de tonnes de charbon, sa production annuelle est de 1,42 million de tonnes. 